# Frank Fry
Frank William Alfred ("Frank") Fry (? - Eiland Man, 4 juni 1952) was een Brits motorcoureur.
Fry debuteerde in 1938 in de Junior Race van de Manx Grand Prix, waarin hij met een Velocette twaalfde werd. Het was genoeg voor een promotie naar de meer professionele Isle of Man TT, waar hij in 1939 zowel in de Junior TT als de Senior TT uitkwam. Na de Tweede Wereldoorlog begon hij samen met coureur Reg Marsh een eigen bedrijf, Marsh and Fry Ltd in Bargates, Christchurch (Dorset). Via zijn compagnonschap in het bedrijf kreeg hij de sponsoring om te racen. Hij startte met weinig succes in de TT's van 1947 en 1948, maar was erbij toen in het seizoen 1949 het wereldkampioenschap wegrace werd opgestart. Hij werd vijfde in de Ulster Grand Prix. Dit waren de enige punten in zijn carrière, want hij kwam in 1950 niet aan de start en in 1951 alleen in de Isle of Man TT. In het seizoen 1952 ging hij opnieuw naar Man, maar al tijdens de trainingen kwam hij in Westwood Corner ten val. Hij overleed later aan de gevolgen van dit ongeval.

## Trivia
Frank Fry kreeg tijdens de Junior TT van 1947 een pitsignaal van zijn monteur: 4/16. Dat betekende dat hij vierde was met 16 seconden achterstand op nummer drie. Fry dacht echter dat hij vier seconden tekortkwam voor een Zilveren Replica en voerde zijn snelheid op. Het verwarde hem echter, en hij was zo in gedachten dat hij zich bij Handley's Corner te laat realiseerde waar hij was en volgas de heg in vloog. Zijn Velocette was beschadigd, maar Frank Fry kon naar een naburige boerderij lopen waar hij een kop thee kreeg. Toen hoorde hij de radiocommentator omroepen dat hij vierde was, met 16 seconden achterstand…